# 天臣控股
天臣控股有限公司，簡稱天臣控股（英語：Kith Holdings Limited，港交所：1201），前身「僑威集團有限公司」，是在1982年由許經振先生創立，1998年6月23日在香港交易所主板上市，主要生產印刷、包裝等，包括煙酒產品行業。
在千禧年，曾涉足電子業務，但已出售，2010年，成功在台灣證券交易所上市，103年12月30日下市。生產基地包括雲南、黑龍江及安徽省地。